# Brad Smith (Fußballspieler, 1997)
Brad Smith (* 23. April 1997 in Dundee) ist ein schottischer Fußballspieler, der beim FC Cowdenbeath spielt.

## Karriere
Brad Smith spielte zunächst in der Youth Academy von Dundee United. Am 10. Mai 2016 debütierte der 19-jährige Smith als Profi unter Teammanager Mixu Paatelainen für die Arabs. Am vorletzten Spieltag der Scottish Premiership 2015/16 wurde er im Spiel gegen Partick Thistle für Matthew Smith eingewechselt. Am letzten Spieltag gegen den FC Kilmarnock wurde Brad Smith erneut für Matthew Smith eingewechselt. Trotz des 4:2-Auswärtssieges bei den Killies stieg Smith mit United aus der 1. Liga in Schottland ab. Im Jahr 2017 wurde Smith zunächst an die Albion Rovers verliehen, nachdem er zu keinen weiteren Einsatz in der ersten Mannschaft von United gekommen war. Nach Beendigung der Leihe wechselte er zum FC Cowdenbeath.